# Sassinoro
Sassinoro là một đô thị ở tỉnh Benevento trong vùng Campania, có vị trí khoảng 70 km về phía đông bắc của Napoli và khoảng 30 km về phía tây bắc của Benevento. Tại thời điểm ngày 31 tháng 12 năm 2004, đô thị này có dân số 635 người và diện tích là 13,2 km².
Sassinoro giáp các đô thị: Morcone, Sepino.